# Gare de Wynendaele
La gare de Wynendaele est une gare ferroviaire, fermée, de la ligne 62, d'Ostende à Thourout. Elle est située dans le village de Wynendaele dans la périphérie du territoire de la commune de Thourout.
C'est seulement quelques mois après la mise en service de la ligne, en 1868, que la Compagnie du chemin de fer d'Ostende à Armentières ouvre une halte dénommée Wynendaele. Celle ci est transformée en gare en 1880 par les Chemins de fer de l'État belge, gestionnaires de la ligne depuis sa nationalisation de la ligne en 1875. Son nom officiel devient Wijnendale en 1951. Elle est fermée, comme la ligne, en 1963. Son ancien bâtiment est toujours présent en 2021.

## Situation ferroviaire
Établie à 37 mètres d'altitude, la gare de Wynendaele est située au point kilométrique (PK) 20,0 de la ligne 62, d'Ostende à Thourout, entre les gares d'Ichtegem (fermée) et de Thourout (ouverte).

## Histoire
La ligne d'Ostende à Torhout est mise en service le 1er avril 1868 par la Compagnie du chemin de fer d'Ostende à Armentières. Il n'y a alors pas d'arrêt à Wynendaele. La halte de Wynendaele est mise en service quelques mois plus tard, le 1er septembre 1868, elle dépend de la gare d'Ichtegem. En 1875, la ligne est nationalisée, Wynendaele devient une halte des Chemins de fer de l'État belge.
Le 21 juillet 1877 un arrêté royal accorde une aide financière, de 2 000 francs, à la ville de Thourout pour créer un chemin vicinal permettant de raccorder la station de Wynendaele avec la voie routière d'Ostende à Thourout.
La halte de Wynendaele devient une gare le 15 décembre 1880. En 1886 elle est équipée d'une rampe pour le chargement des chevaux et en 1926, il est indiqué qu'elle est ouverte au chargement des wagons. Son nom est modifié en Wijnendale le 20 mai 1951.
La ligne — et donc la station — est fermée : au service des voyageurs le 26 mai 1963 et au service des marchandises le 1er septembre 1963. Les rails de la voie unique de la ligne, entre Ostende et Thourout, sont déposés en 1984.

## Patrimoine ferroviaire

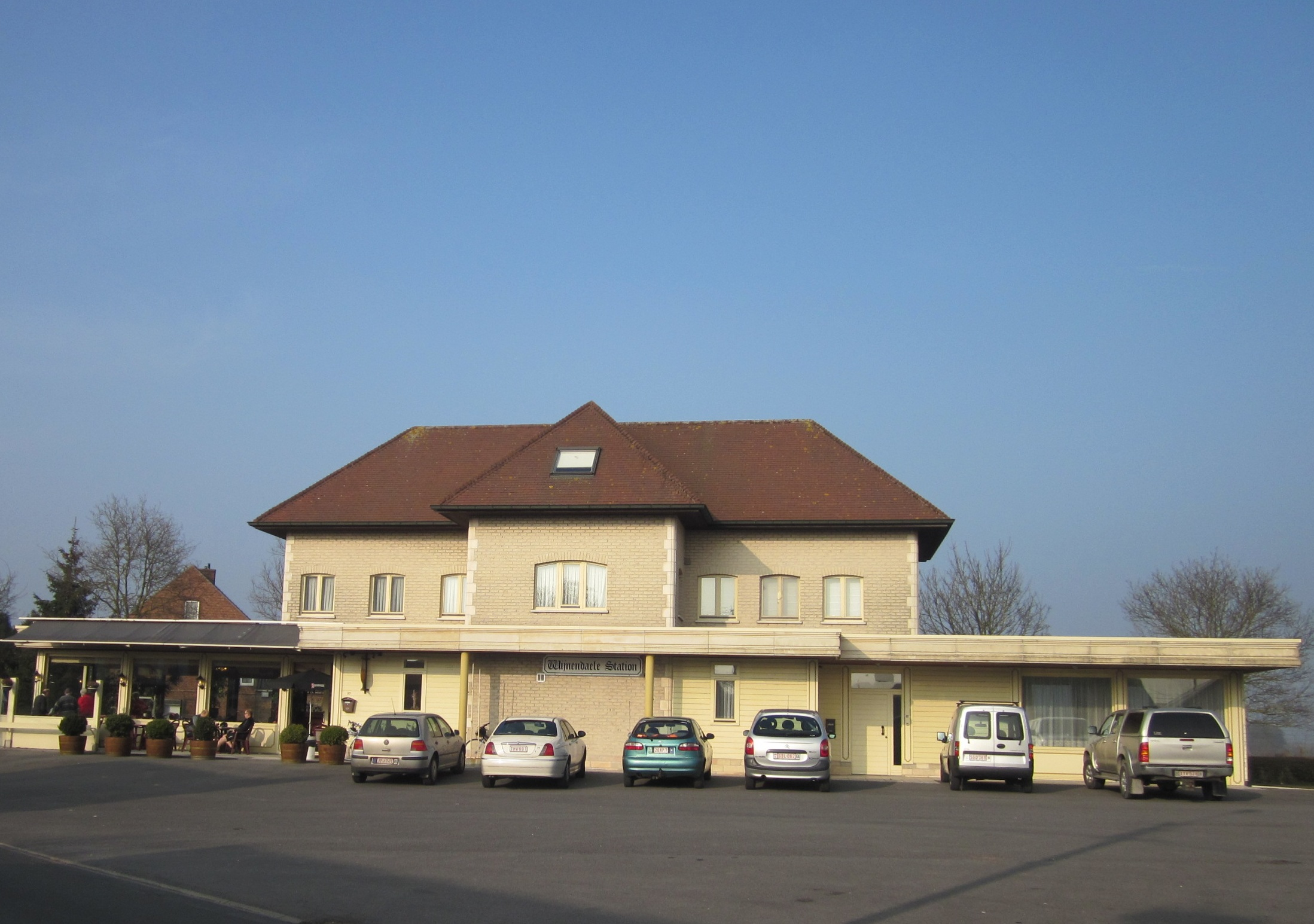
Vue du café dans l'ancienne gare en 2012.

En 2020, l'ancien bâtiment de la gare est toujours présent. Désaffecté du service ferroviaire, il a été réaffecté en établissement de restauration à l'enseigne « Wijnendale station ». Sa façade a été modifiée avec notamment l'ajout d'une terrasse. La plateforme de l'ancienne ligne de chemin de fer a été aménagée en piste cyclable.
Dans son état d'origine, il correspond au plan type standard des bâtiments de halte construites à partir de la fin des années 1880 par les Chemins de fer de l'État belge. Une photographie de 1982 montre le bâtiment encore dans un état proche de l'origine avec son corps de logis de cinq travées en « T » et une aile principale de trois travées. La transformation en restaurant a été accompagnée d'une reconstruction en profondeur donnant au corps principal un aspect quasi symétrique et revêtant les façades de nouveaux matériaux.